# Ламберт (Мисисипи)
Ламберт (енгл. Lambert) град је у америчкој савезној држави Мисисипи.

## Демографија
По попису из 2010. године број становника је 1.638, што је 329 (-16,7%) становника мање него 2000. године.
| Група             | 2000.         | 2010.         |
| Белци             | 303 (15,4%)   | 180 (11,0%)   |
| Афроамериканци    | 1.629 (82,8%) | 1.454 (88,8%) |
| Азијати           | 6 (0,3%)      | 0 (0,0%)      |
| Хиспаноамериканци | 10 (0,5%)     | 7 (0,4%)      |
| Укупно            | 1.967         | 1.638         |